# 1270 Avenue of the Americas
1270 Avinguda of the Americas és el nom i l'adreça d'un gratacel de New York, situat a la Sisena Avinguda, al barri de  Midtown. Acabat el 1932 en estil Art déco, mesura 125 metres d'alçada i té 31 pisos. Va ser abans anomenat RKO Building i Americas Building. L'entrada de la cèlebre sala del Radio City Music Hall es troba a la planta baixa d'aquest edifici. Forma part del Rockefeller Center.